# Leichtathletik-Weltmeisterschaften 2022/Diskuswurf der Frauen

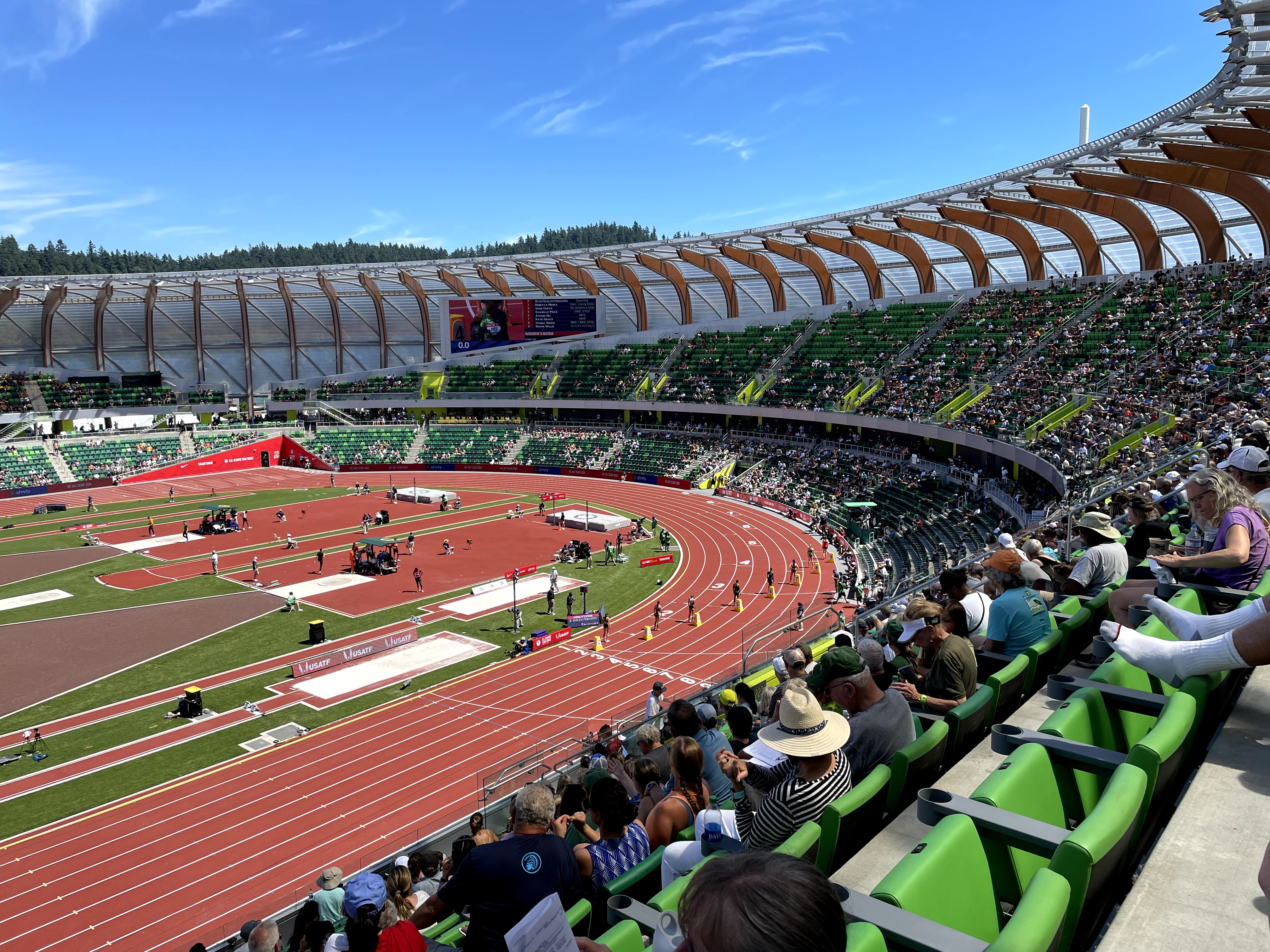
Das Stadion New Hayward Field im Jahr 2021

Der Diskuswurf der Frauen bei den Leichtathletik-Weltmeisterschaften 2022 wurde am 18. und 20. Juli 2022 im Hayward Field der Stadt Eugene in den Vereinigten Staaten ausgetragen.
Es siegte die Chinesin Feng Bin. Sie gewann vor der zweifachen Weltmeisterin (2013/2019) und zweifachen Olympiasiegerin (2012/2016) Sandra Perković aus Kroatien. Bronze ging an die aktuelle Olympiasiegerin Valarie Allman aus den Vereinigten Staaten.

## Bestehende Rekorde
| Weltrekord               | 76,80 m | Gabriele Reinsch | Neubrandenburg, DDR (heute Deutschland) | 7. Juli 1988    |
| Weltmeisterschaftsrekord | 71,62 m | Martina Hellmann | WM Rom, Italien                         | 31. August 1987 |

Der bereits seit 1987 bestehende WM-Rekord wurde auch bei diesen Weltmeisterschaften nicht erreicht. Der beste Wurf – Weltmeisterin Feng Bin aus China im Finale mit 69,12 m – lag um 2,50 m unter der Weltmeisterschafts- und 7,68 m unter der Weltrekordweite.

## Legende
Kurze Übersicht zur Bedeutung der Symbolik – so üblicherweise auch in sonstigen Veröffentlichungen verwendet:
| – | verzichtet |
| x | ungültig   |

## Qualifikation
Dreißig Teilnehmerinnen traten in zwei Gruppen zur Qualifikationsrunde an. Acht von ihnen (hellblau unterlegt) übertrafen die Qualifikationsweite für den direkten Finaleinzug von 64,00 m. Damit war die Mindestzahl von zwölf Finalteilnehmerinnen nicht erreicht. Das Finalfeld wurde mit den vier nächstplatzierten Sportlerinnen (hellgrün unterlegt) auf zwölf Werferinnen aufgefüllt. So reichten für die Finalteilnahme schließlich 61,21 m.

### Gruppe A
18. Juli 2022, 17:10 Uhr Ortszeit (19. Juli 2022, 2:10 Uhr MESZ)
| Platz | Name                      | Nation              | Resultat (m) | 1. Versuch (m) | 2. Versuch (m) | 3. Versuch (m) |
| 1     | Valarie Allman            | USA                 | 68,36        | 68,36          | –              | –              |
| 2     | Shanice Craft             | Deutschland         | 64,55        | x              | 64,55          | –              |
| 3     | Feng Bin                  | Volksrepublik China | 64,01        | 64,01          | –              | –              |
| 4     | Laulauga Tausaga          | USA                 | 62,85        | y              | 62,85          | x              |
| 5     | Marija Tolj               | Kroatien            | 61,46        | 61,46          | x              | x              |
| 6     | Liliana Cá                | Portugal            | 61,41        | x              | 61,41          | 61,01          |
| 7     | Silinda Oneisi Morales    | Kuba                | 58,73        | 58,73          | 55,55          | 54,07          |
| 8     | Jade Lally                | Großbritannien      | 58,21        | 58,21          | 55,85          | x              |
| 9     | Chrysoula Anagnostopoulou | Griechenland        | 58,15        | 58,15          | 56,04          | 57,61          |
| 10    | Andressa de Morais        | Brasilien           | 58,11        | 58,11          | 56,04          | 57,61          |
| 11    | Chioma Onyekwere          | Nigeria             | 57,87        | x              | 57,87          | x              |
| 12    | Ieva Zarankaitė           | Litauen             | 57,57        | 57,39          | 57,31          | 57,57          |
| 13    | Salla Sipponen            | Finnland            | 57,16        | x              | 57,16          | 56,01          |
| 14    | Daisy Osakue              | Italien             | 54,74        | 54,74          | x              | x              |
| 15    | Trinity Tutti             | Kanada              | 54,36        | x              | x              | 54,36          |

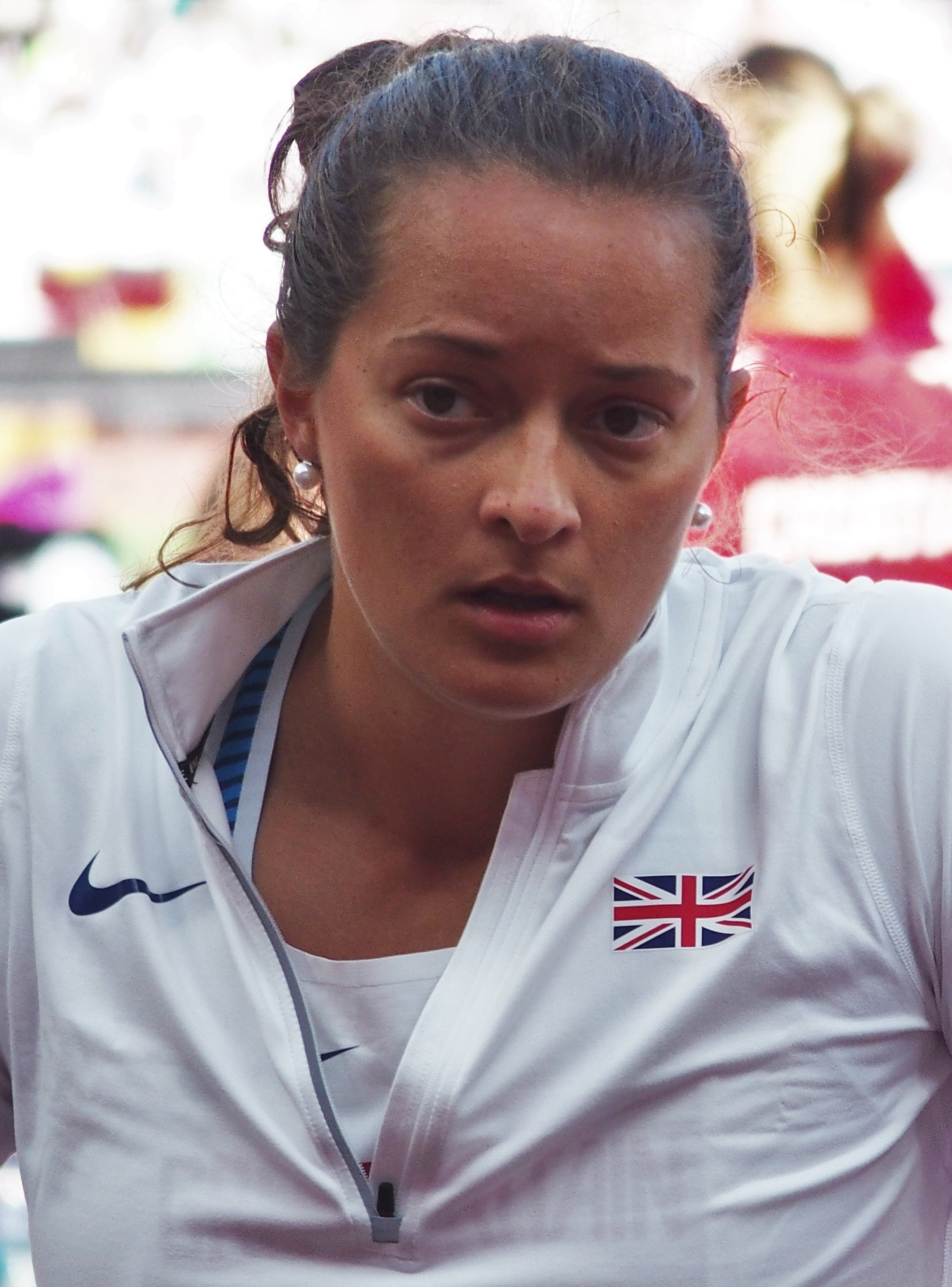
Jade Lally – ausgeschieden mit 58,21 m

Weitere in Qualifikationsgruppe A ausgeschiedene Diskuswerferinnen:

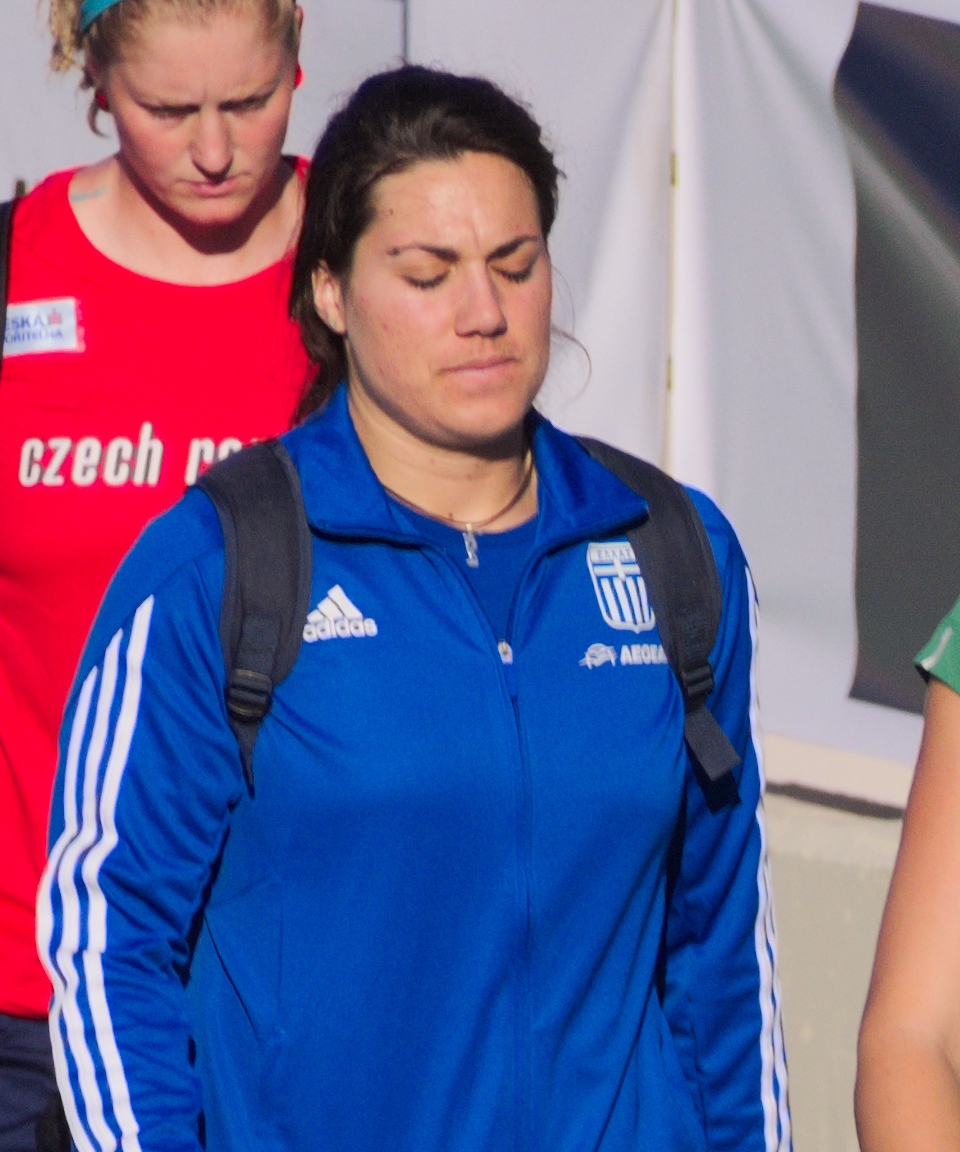
Chrysoula Anagnostopoulou – 58,12 m
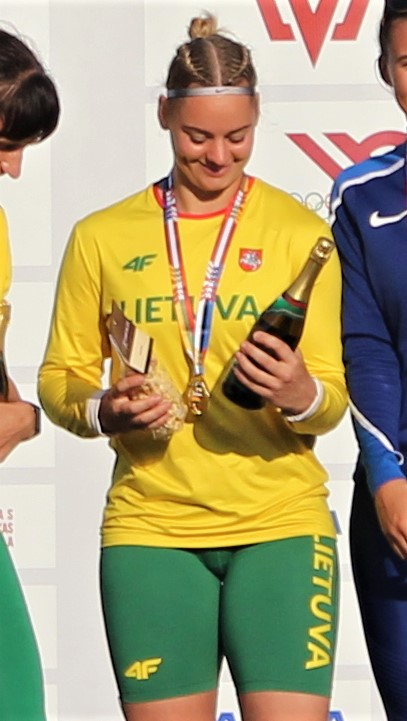
Ieva Zarankaitė – 57,57 m
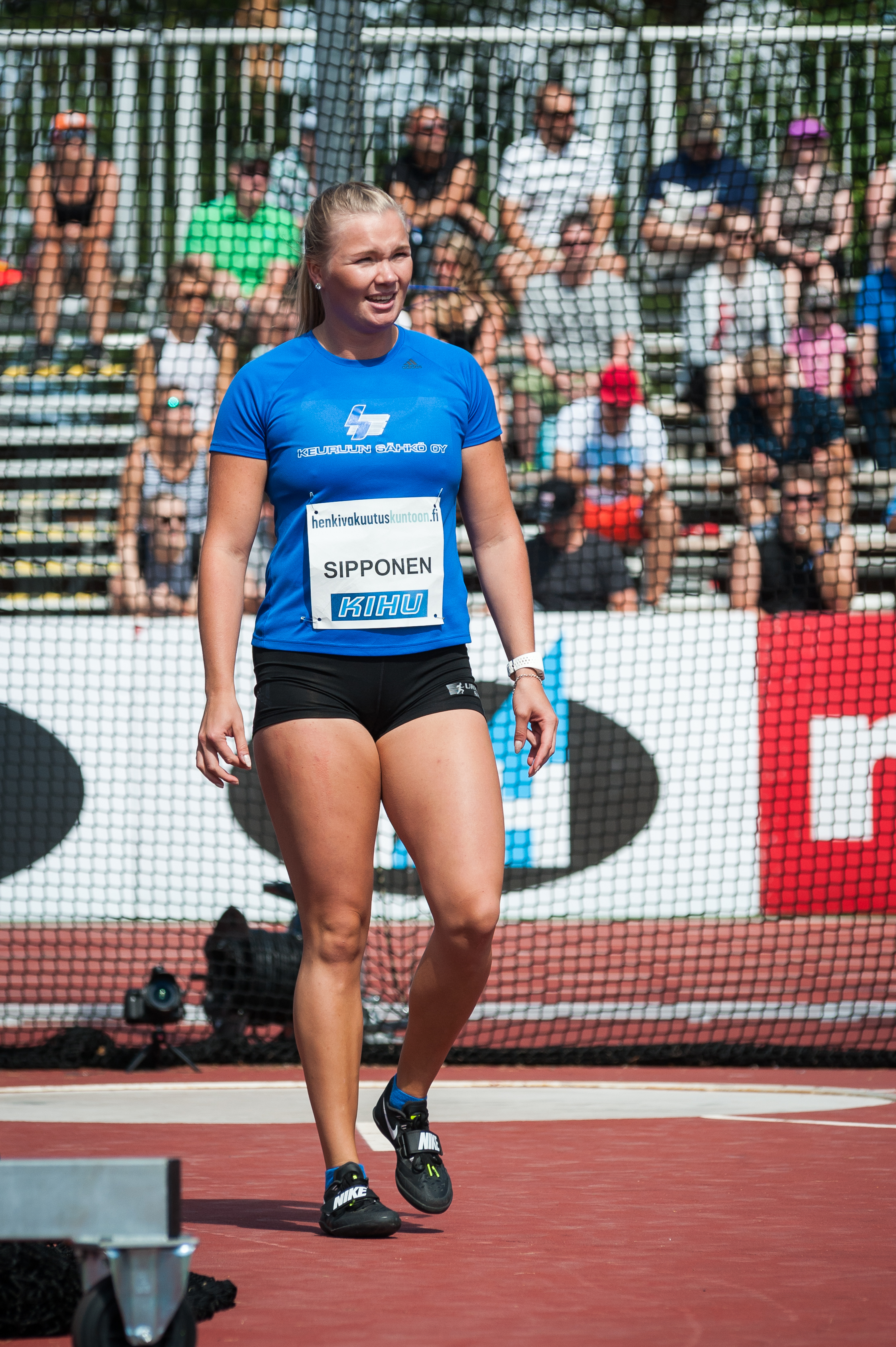
Salla Sipponen – 57,16 m
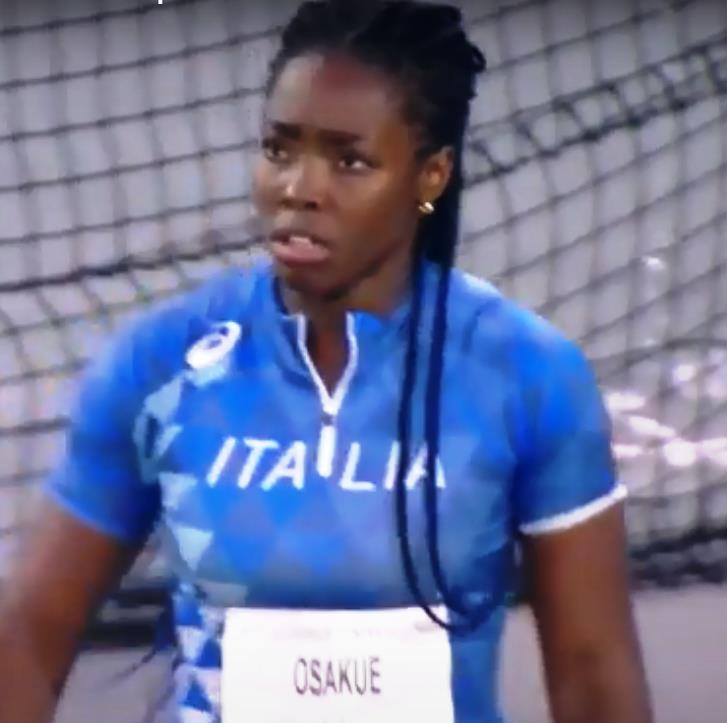
Daisy Osakue – 54,74 m

### Gruppe B

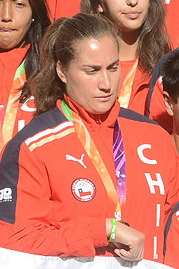
Karen Gallardo – ausgeschieden mit 57,78 m

18. Juli 2022, 18:35 Uhr Ortszeit (19. Juli 2022, 3:35 Uhr MESZ)
| Platz | Name                 | Nation      | Resultat (m) | 1. Versuch (m) | 2. Versuch (m) | 3. Versuch (m) |
| 1     | Jorinde van Klinken  | Niederlande | 65,66        | 62,15          | x              | 65,66          |
| 2     | Yaimé Pérez          | Kuba        | 65,32        | 60,77          | 65,32          | –              |
| 3     | Claudine Vita        | Deutschland | 64,98        | 62,13          | 64,98          | –              |
| 4     | Kristin Pudenz       | Deutschland | 64,39        | 63,55          | 64,29          | –              |
| 5     | Sandra Perković      | Kroatien    | 64,23        | 64,23          | –              | –              |
| 6     | Mélina Robert-Michon | Frankreich  | 61,21        | 59,89          | 61,21          | x              |
| 7     | Alexandra Emilianov  | Moldau      | 60,67        | 60,67          | x              | x              |
| 8     | Fernanda Martins     | Brasilien   | 60,08        | 58,18          | 60,08          | 58,43          |
| 9     | Izabela da Silva     | Brasilien   | 59,78        | 55,28          | 59,78          | 57,29          |
| 10    | Veronica Fraley      | USA         | 58,32        | 55,98          | 51,71          | 58,32          |
| 11    | Karen Gallardo       | Chile       | 57,78        | 57,48          | 57,78          |                |
| 12    | Irina Rodrigues      | Portugal    | 57,69        | 56,79          | 54,89          | 57,69          |
| 13    | Rachel Dincoff       | USA         | 57,62        | 57,39          | x              | 57,62          |
| 14    | Samantha Hall        | Jamaika     | 56,99        | x              | 56,95          | 56,99          |
| 15    | Lisa Brix Pedersen   | Dänemark    | 56,54        | x              | 54,60          | 56,54          |

## Finale
20. Juli 2022, 17:45 Uhr Ortszeit (19. Juli 2022, 2:45 Uhr MESZ)
| Platz | Name                 | Nation              | Resultat (m) | 1. Versuch (m) | 2. Versuch (m) | 3. Versuch (m) | 4. Versuch (m)                              | 5. Versuch (m)                              | 6. Versuch (m)                              |
| 1     | Feng Bin             | Volksrepublik China | 69,12        | 69,12          | x              | 66,98          | 65,88                                       | 65,69                                       | 64,62                                       |
| 2     | Sandra Perković      | Kroatien            | 68,45        | 67,74          | 68,45          | x              | 67,74                                       | 66,59                                       | 65,67                                       |
| 3     | Valarie Allman       | USA                 | 68,30        | 67,62          | 66,47          | 68,30          | 68,05                                       | x                                           | 51,41                                       |
| 4     | Jorinde van Klinken  | Niederlande         | 64,97        | x              | 62,41          | 64,00          | 60,47                                       | 64,97                                       | x                                           |
| 5     | Claudine Vita        | Deutschland         | 64,24        | 59,87          | 64,24          | 62,09          | x                                           | 62,60                                       | 61,86                                       |
| 6     | Liliana Cá           | Portugal            | 63,99        | 53,54          | 63,64          | x              | 63,99                                       | 61,99                                       | x                                           |
| 7     | Yaimé Pérez          | Kuba                | 63,07        | x              | 62,36          | 61,32          | 63,07                                       | 62,94                                       | 62,36                                       |
| 8     | Marija Tolj          | Kroatien            | 63,07        | x              | 63,07          | 62,35          | 61,70                                       | 60,61                                       | 61,82                                       |
| 9     | Shanice Craft        | Deutschland         | 62,35        | 61,23          | x              | 62,35          | nicht im Finale der besten acht Werferinnen | nicht im Finale der besten acht Werferinnen | nicht im Finale der besten acht Werferinnen |
| 10    | Mélina Robert-Michon | Frankreich          | 60,36        | 53,46          | 60,36          | 59,98          | nicht im Finale der besten acht Werferinnen | nicht im Finale der besten acht Werferinnen | nicht im Finale der besten acht Werferinnen |
| 11    | Kristin Pudenz       | Deutschland         | 59,97        | x              | 59,97          | x              | nicht im Finale der besten acht Werferinnen | nicht im Finale der besten acht Werferinnen | nicht im Finale der besten acht Werferinnen |
| 12    | Laulauga Tausaga     | USA                 | 56,47        | 56,47          | 55,93          | x              | nicht im Finale der besten acht Werferinnen | nicht im Finale der besten acht Werferinnen | nicht im Finale der besten acht Werferinnen |

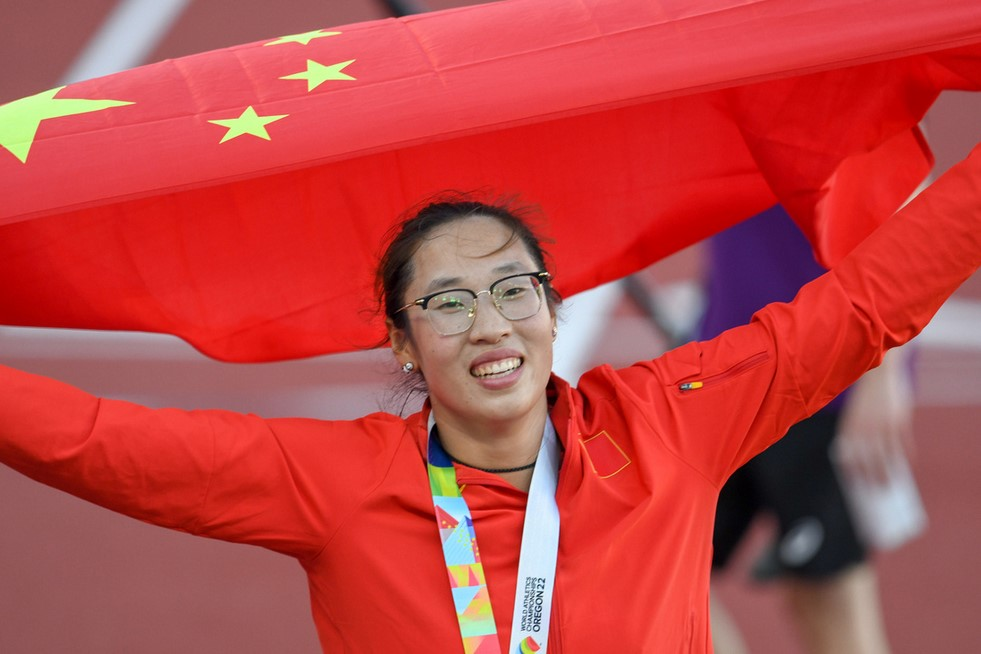
Weltmeisterin Feng Bin

Gleich mit ihrem ersten Wurf gelangen der Chinesin Feng Bin mit 69,12 m eine ausgezeichnete Weite. Auf den nächsten Rängen folgten die zweifache Weltmeisterin (2013/2019) und zweifache Olympiasiegerin (2012/2016) Sandra Perković aus Kroatien (67,74 m) sowie die aktuelle Olympiasiegerin Valarie Allman aus den Vereinigten Staaten (67,62 m). Diese Reihenfolge änderte sich bis zum Abschluss des Wettbewerbs nicht mehr. Perković verbesserte ihre Weite in Runde zwei noch auf 68,45 m. Allman erzielte mit ihrem dritten Wurf 68,30 m.
Damit wurde Feng Bin Weltmeisterin, Sandra Perković gewann Silber, Valarie Allman erhielt Bronze.
Die Niederländerin Jorinde van Klinken kam mit 64,97 m aus Durchgang vier auf den vierten Platz vor der Deutschen Claudine Vita, die ihre beste Weite von 64,24 m in mit ihrem zweiten Wurf erzielt hatte. Sechste wurde die Portugiesin Liliana Cá mit 63,99 m aus Runde vier.

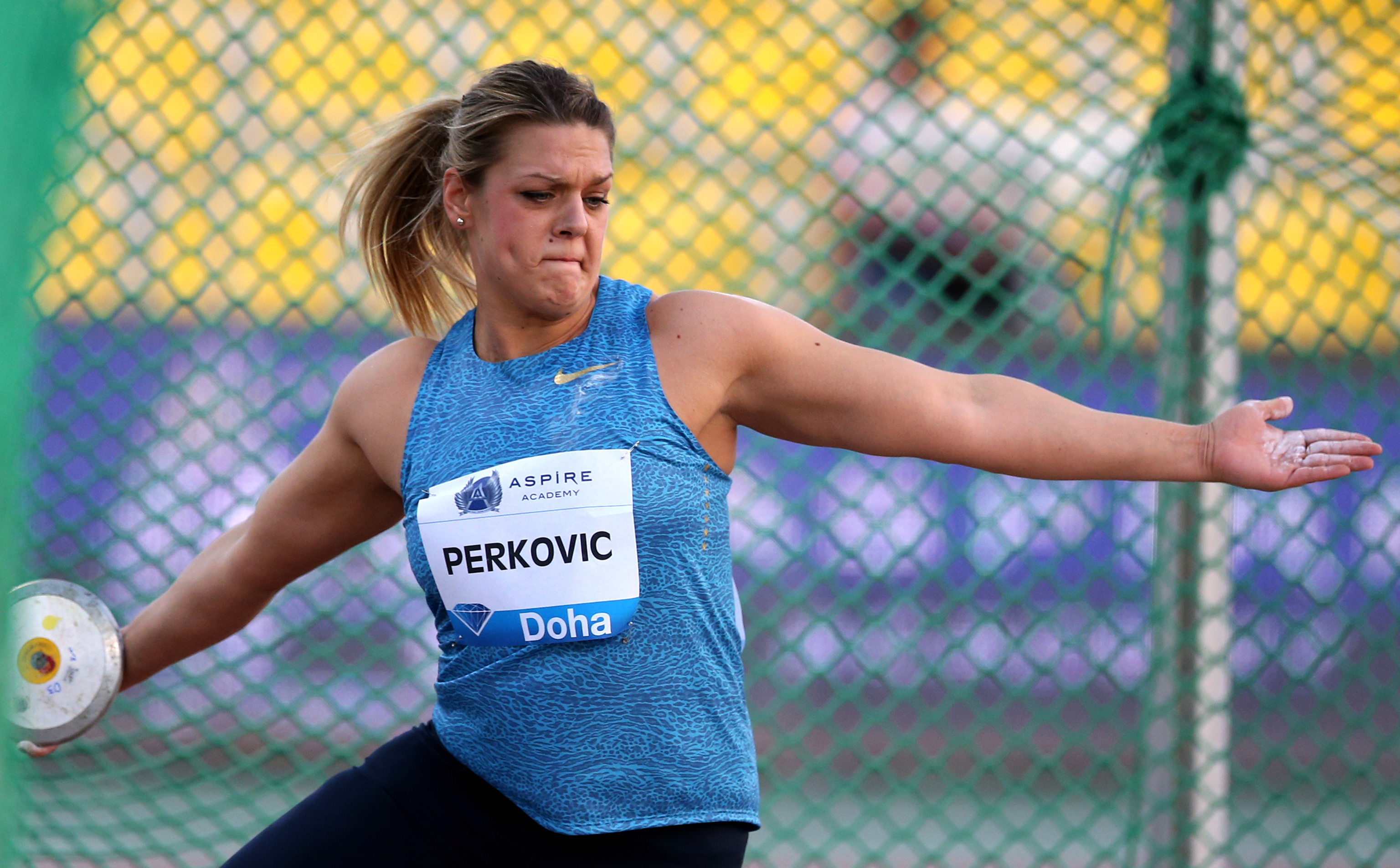
Mitfavoritin Sandra Perković wurde Vizeweltmeisterin
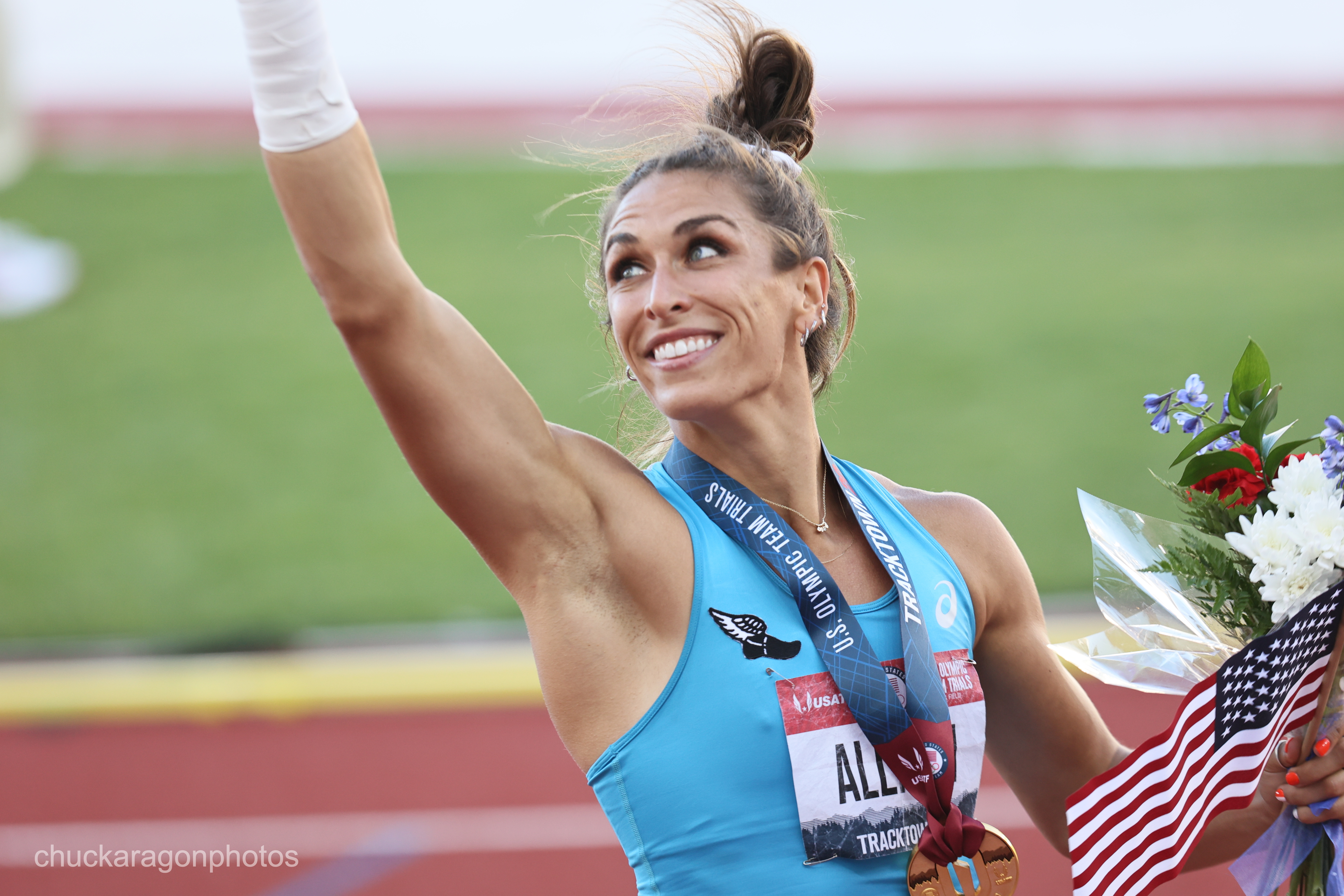
Die aktuelle Olympiasiegerin Valarie Allman gewann Bronze
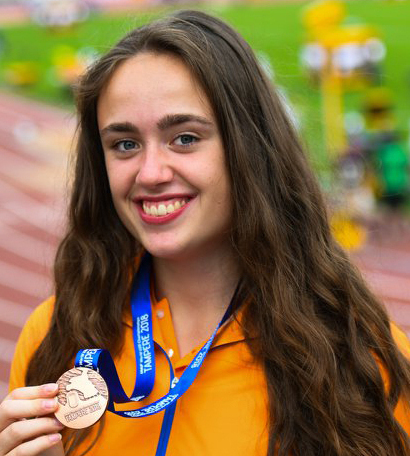
Rang vier für Jorinde van Klinken
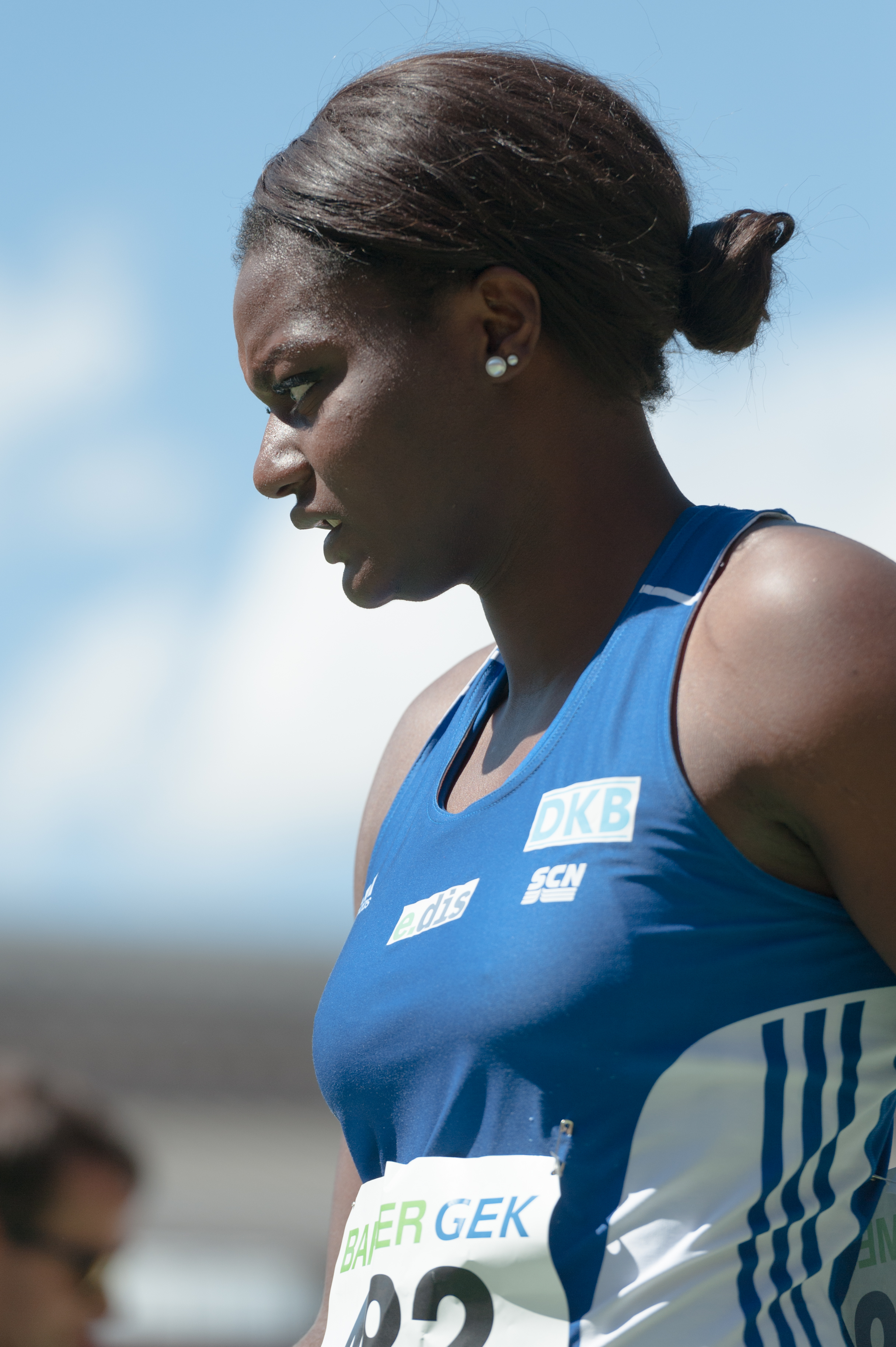
Claudine Vita belegte Rang fünf

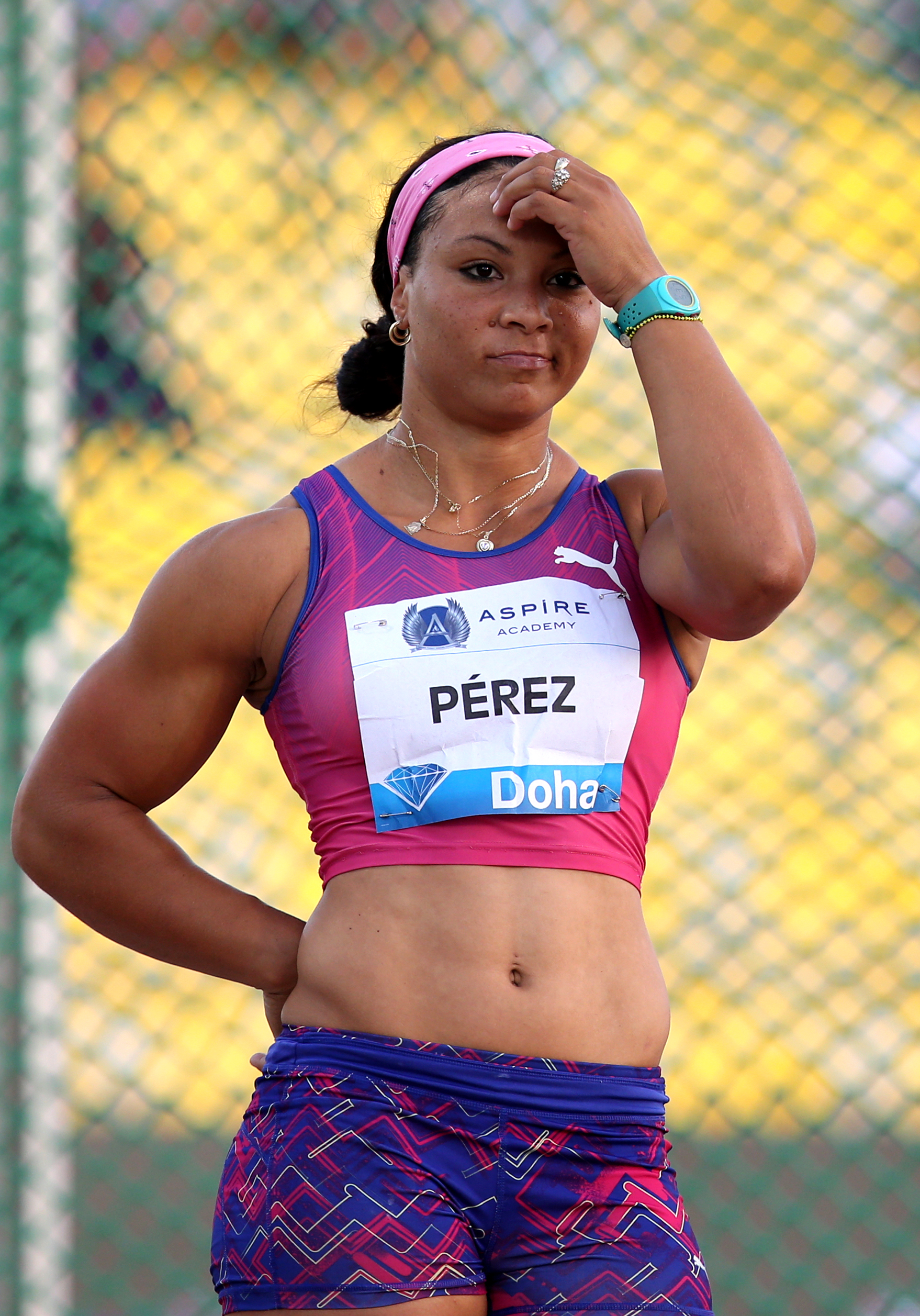
Yaimé Pérez wurde Siebte
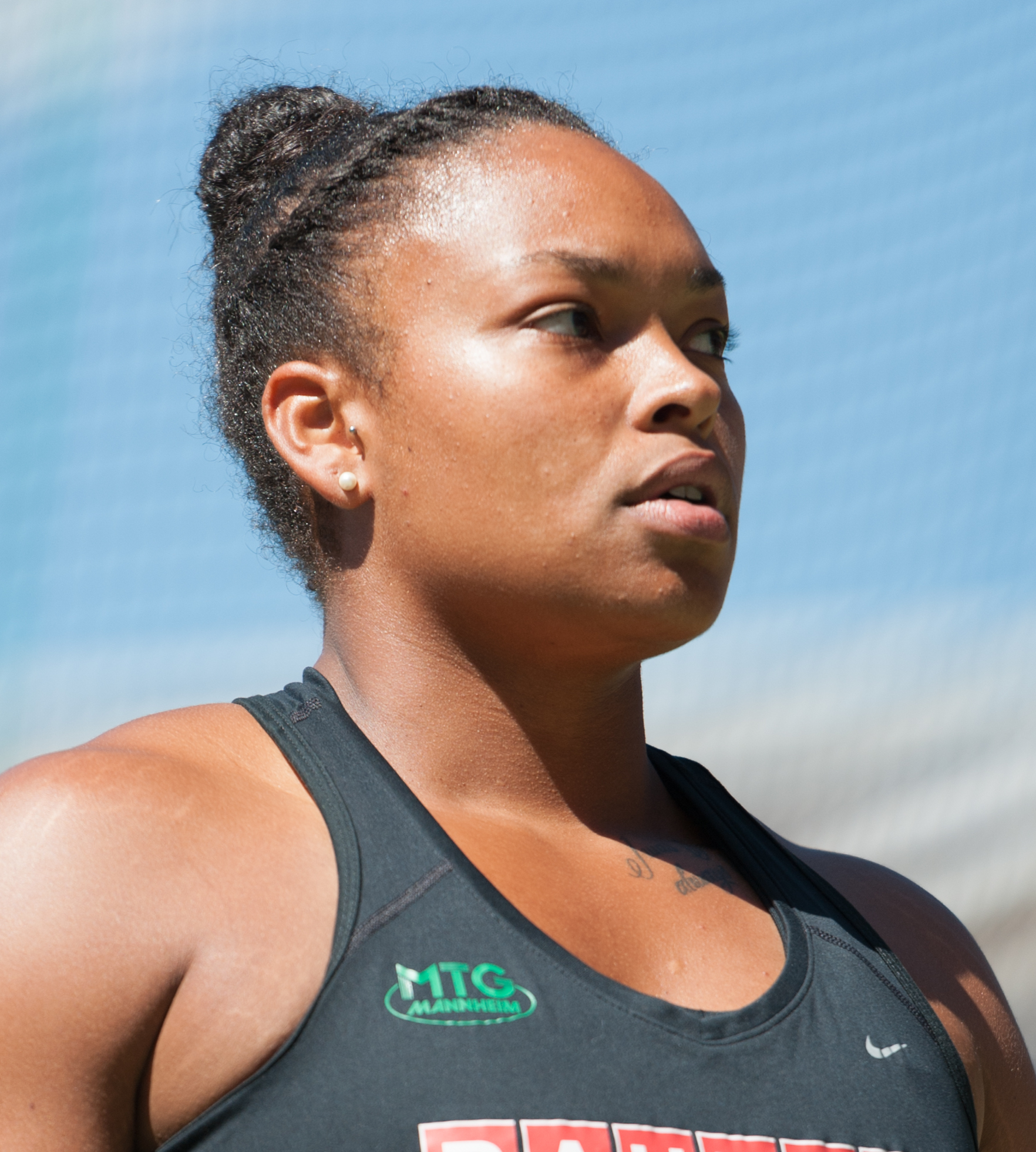
Shanice Craft kam auf den neunten Platz
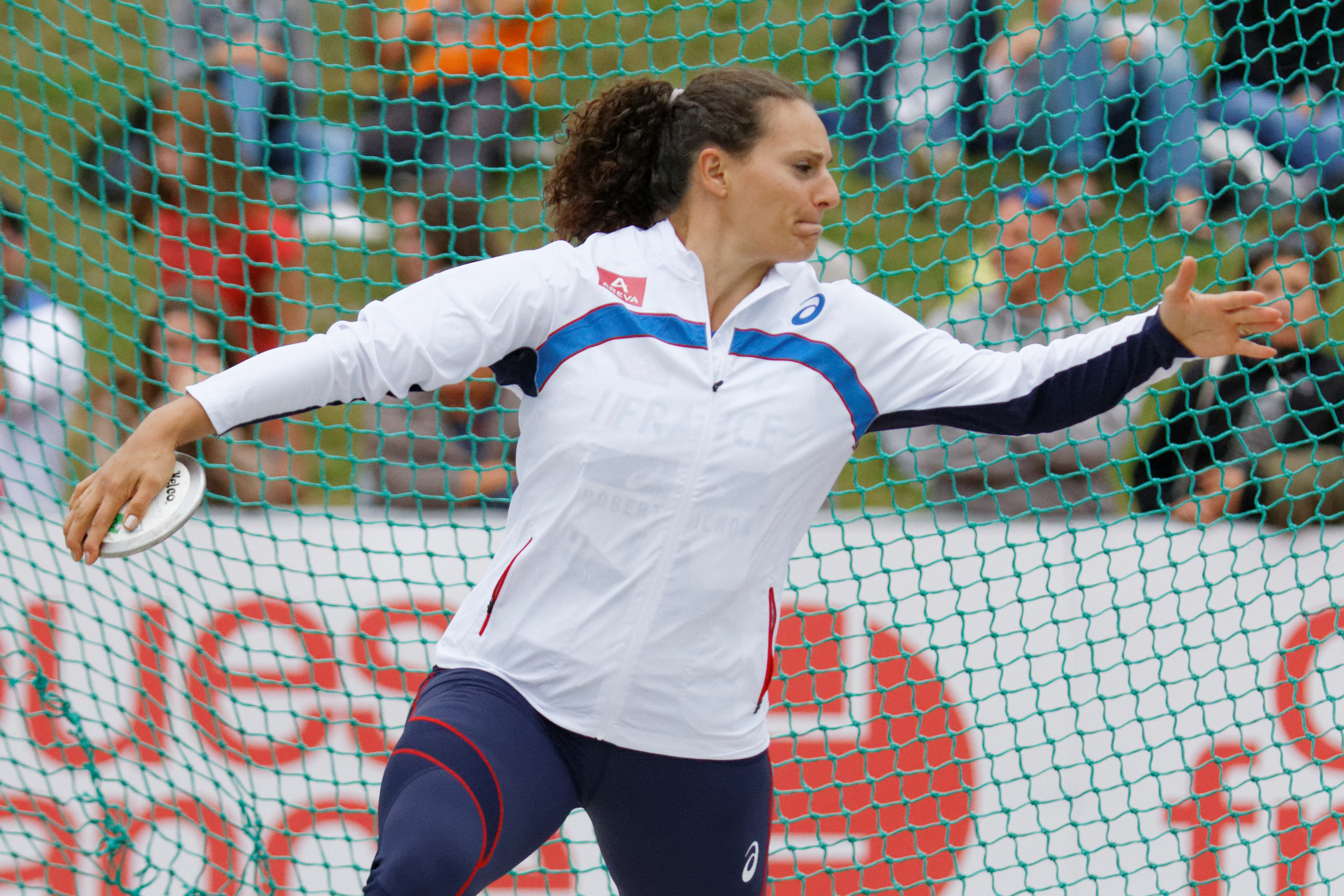
Mélina Robert-Michon erreichte Platz zehn
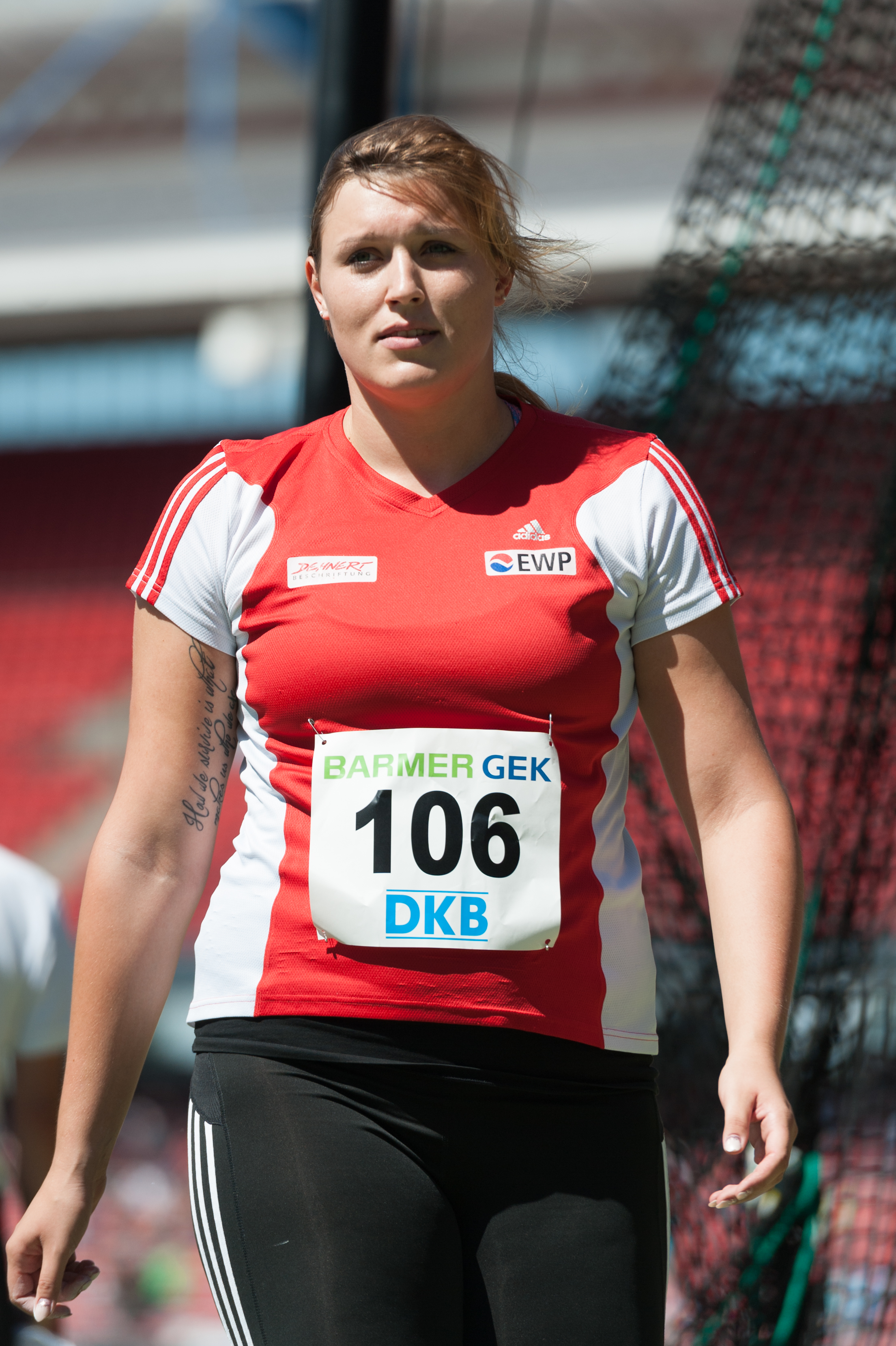
Die elftplatzierte Kristin Pudenz

## Video
- Feng Bin wins the women's discus, youtube.com, abgerufen am 29. August 2022